# Kasey Shepherd
Kasey Shepherd (Houston, 5 giugno 1994) è un cestista statunitense.

## Palmarès

### Club
- Coppa di Romania: 1

U Cluj: 2023

### Individuale
- Basketball Champions League Star Lineup: 1

Nižnij Novgorod: 2020-21